# Lovin' You's a Dirty Job
Lovin' You's a Dirty Job è un singolo del gruppo musicale statunitense Ratt, il secondo estratto dal loro quinto album in studio Detonator nel 1990.

## Video musicale
Il videoclip del brano svela il cliffhanger finale del video di Shame Shame Shame. La band si esibisce su quello che sembra un altro pianeta, dove si sono schiantati i due dirigibili che avevano duellato nel precedente video. Tramite le loro abilità, i membri del gruppo riescono a sedurre l'equipaggio di spogliarelliste della nave aerea rivale.

## Tracce
1. Lovin' You's a Dirty Job – 3:14
2. What's It Gonna Be – 4:07

## Classifiche
| Classifica (1990)             | Posizione massima |
| ----------------------------- | ----------------- |
| Stati Uniti (mainstream rock) | 18                |